# Zdzisław Włodarczyk
Zdzisław Włodarczyk (ur. 1922 w Łodzi, zm. 1994) – polski biotechnolog, profesor Politechniki Łódzkiej.
W 1953 roku ukończył studia na Wydziale Chemicznym Politechniki Łódzkiej uzyskując dyplom magistra inżyniera. Od 1950 roku pracował w Politechnice Łódzkiej na Wydziale Chemii Spożywczej, gdzie w 1963 roku uzyskał stopień doktora nauk technicznych. W 1989 roku otrzymał tytuł profesora nadzwyczajnego.
Główne kierunki jego badań dotyczyły doskonalenia i modernizacji produkcji alkoholu etylowego, drożdży paszowych i piekarskich, biodegradacji i degradacji odcieków przemysłu rolno-spożywczego oraz farmaceutycznego. Autor lub współautor 130 publikacji i doniesień, 20 opracowań dla przemysłu, 5 patentów i jednego skryptu. Wypromował dwóch doktorów.
W latach 1975–1981 był prodziekanem, a w latach 1981–1984 dziekanem Wydziału Chemii Spożywczej Politechniki Łódzkiej. W latach 1973–1992 pełnił funkcję zastępcy dyrektora Instytutu Technologii Fermentacji i Mikrobiologii PŁ. W latach 70. kierował Zespołem Technologii Spirytusu i Drożdży. Po przejściu na emeryturę w 1992 roku był zatrudniony w Politechnice Łódzkiej na części etatu. Za swą działalność był wyróżniany nagrodami i odznaczeniami.